# Los Crazy Boys
Los Crazy Boys son un grupo de éxito moderado en los primeros años del rock and roll mexicano, de lo que se conocería después como "La época dorada". Su cantante principal, Luis 'Vivi' Hernández, le dio la chispa al grupo para los temas de rock. Después de la generación fundada por Luis "Vivi" Hernández.

## Historia
Se dice que fueron el primer grupo en usar violines en un tema de rock en México (su cover al tema "Corina, Corina"). Triunfan en presentaciones en vivo y participan en la película 'A ritmo de twist', donde interpretan uno de sus mejores éxitos con el 'Vivi': 'La Pulga'. El otro tema que hicieron suyo, fue la versión a "Leroy". Después de grabar el segundo LP, el "Vivi" Hernández sale del grupo y empieza una breve carrera de solista, y al intentar regresar a Los Crazy Boys, éstos le niegan la entrada al grupo y graban su 3.er y último LP, reacoplándose y logran un breve éxito, con su nueva versión a 'La Pulga' antes de desaparecer del medio.
Mientras tanto, el Vivi forma el grupo 'Los Crazy Birds', grabando de nuevo en Discos Orfeón y posteriormente, 'Los Fratelos', grabando en el sello Discos Cisne, antes de seguir su carrera como solista y participa en eventos rocanroleros en televisión, principalmente Orfeon A Go-Go y escribe una columna en diversas revistas, principalmente, "México Canta".
En los años 70 busca imitar a su gran ídolo, Elvis Presley, y se estanca en esa figura de rocanrolero participando en eventos en vivo o en televisión, que revivían los años de dicha época dorada. Aun así, participa en el Festival OTI y logra una muy buena actuación pero por desgracia, fallece en 1977, curiosamente, al poco tiempo de fallecer también su ídolo, Elvis Presley.

## Éxitos
- Leroy: Jack Scott
- El niño Popis: Tema original del grupo
- Be Bop a Lula: éxito de Gene Vincent
- La Pulga: tema original de Hank Ballard
- Corina Corina: (Parish, Chapman, Williams )
- Besito Si: (Francisco Cobos)
- La novia de mi mejor amigo: (Ross Bobrick)
- Sacudiendo y barriendo:(C, Colhoon, Colhoon)
- El blues del Cometa: (Williamson)
- Luces en el Puerto: -Harbor Lights- (en inglés) (Kennedy, Williams) Instrumental
- Tratame Bien: Éxito de Elvis Presley (Jerry Leiber, Mike Stoller)
- Ahora o Nunca: (Dicapua, L.Hernández)
- El Boogie de la Guitarra: (Los Crazy Boys) Instrumental
- La niña rebelde: (Gene Vincent)
- El Rebelde Corredor: (Los Crazy Boys) Instrumental
- La flaca: (tema original Long Tall Sally de Little Richard)

## Reediciones de sus éxitos
Siendo uno de los grupos pioneros más exitosos su compañía Discos Orfeón ha reeditado la mayoría de sus grabaciones; algunas de las recopilaciones (todas tomadas directamente de los másteres originales estereofónicos, sin remasterizar) son:
- 15 Éxitos de Los Crazy Boys (Estereofónico). Discos Orfeón, línea Orfeón. Lanzado en 1984 en formatos de LP y casete.
- 30 Éxitos de Los Crazy Boys (Estereofónico). Discos Orfeón, línea Orfeón. Lanzado en 1975 en LP; y en 1984 en formato de LP y en casete doble. Alrededor del año 2000 se reedita en formato de CD con su sonido original, También por parte de Orfeón; dentro de la Línea Joyas Musicales Orfeón (CD doble). Este material contiene las grabaciones pertenecientes a sus 3 LP; el primero y el segundo con Luis "Vivi" Hernández cantando y el tercero con Luis R. Lara como vocalista.

No se conocen reediciones de los sencillos grabados también con "El Vivi" en esta marca; como son la versión a "La pulga" en que el canta y otros temas muy valorados por los coleccionistas.
- Datos: Q5979606